# Voschod 1
Voschod 1 (ryska: Восход-1) var den sjunde ryska rymdfärden i det sovjetiska rymdprogrammet. Farkosten sköts upp med en Voschod-raket från Kosmodromen i Bajkonur den 12 oktober 1964.
Det var den första rymdfärden som genomfördes utan rymddräkter. Man slog amerikanerna i att vara först att skjuta upp en farkost med mer än en person i besättningen. Rymdflygningen som var den första inom Voschodprogrammet den slog också höjdrekordet med en högsta flyghöjd av 336 kilometer.
Efter ett dygn i omloppsbana runt jorden återinträdde farkosten i jordens atmosfär och landade i Kazakstan.

## Besättning
Ordinarie 
- Vladimir M. Komarov
- Konstantin Feoktistov
- Boris Jegorov

Backup
- Boris Voljnov
- Georgij Katys
- Aleksej Sorokin

Reserv
- Vasilij Lazarev